# Òtanes (fill de Tucra)
Òtanes (en llatí Otanes, en grec antic ̓Οτάνης) fill de Farnaspes, fou un noble persa molt ric.
Va ser el primer que va sospitar de la impostura de Esmerdis de Pèrsia i quan va rebre la confirmació de la seva filla Fèdime (una de les vídues reials) va ser un dels caps dels conspiradors contra el pretendent, l'any 521 aC.
Després de la matança dels mags va recomanar establir la democràcia, però els altres conspiradors van optar per conservar la monarquia. Òtanes llavors va renunciar a qualsevol dret al tron amb la condició que tant ell com els seus descendents quedessin fora de l'autoritat reial i va rebre també algunes marques d'honor.
Un temps després apareix com a sàtrapa de Lídia, dirigint la força persa que atacava Samos per col·locar Silosó, germà de Polícrates de Samos, en el govern. La mort d'un nombre important de perses distingits en un atac sorpresa de Carilau de Samos, li va fer ordenar la matança indiscriminada dels samians, però més tard, obeint l'advertència d'un somni, va repoblar l'illa, segons expliquen Heròdot i Estrabó.